# ریلی هایتس (کالیفرنیا)
ریلی هایتس (به انگلیسی: Reilly Heights) یک منطقهٔ مسکونی در ایالات متحده آمریکا است که در شهرستان مندوسینو، کالیفرنیا واقع شده‌است. ریلی هایتس ۱۰۷ متر بالاتر از سطح دریا واقع شده‌است.